# Arnaud Boiteau
Arnaud Boiteau (Angers 7 november 1973) is een Frans ruiter gespecialiseerd in Eventing. Boiteau zijn grootste succes was het behalen van olympisch goud in de landenwedstrijd eventing tijdens de Olympische Zomerspelen 2004, hij was een van de twee streepresultaten.

## Resultaten
- Wereldruiterspelen 2002 in Jerez de la Frontera 42e individueel eventing met Expo Du Moulin
- Olympische Zomerspelen 2004 in Athene uitgevallen individueel eventing met Expo Du Moulin
- Olympische Zomerspelen 2004 in Athene  landenwedstrijd eventing met Expo Du Moulin
- Wereldruiterspelen 2006 in Aken uitgevallen individueel eventing met Expo Du Moulin
- Wereldruiterspelen 2006 in Aken 7e landenwedstrijd eventing met Expo Du Moulin
- Wereldruiterspelen 2010 in Lexington 47e individueel eventing met Expo Du Moulin
- Wereldruiterspelen 2010 in Lexington 8e landenwedstrijd eventing met Expo Du Moulin

1912: Nordlander, Adlercreutz, Casparsson,  Horn af Åminne ·
1920: Mörner, Lundström, von Braun,  Dyrsch ·
1924: Van der Voort van Zijp, Pahud de Mortanges, De Kruijff,  Colenbrander ·
1928: Pahud de Mortanges, De Kruijff, Van der Voort van Zijp ·
1932: Thomson, Chamberlin, Argo ·
1936: Stubbendorf, Lippert, von Wangenheim ·
1948: Henry, Anderson, Thomson ·
1952: von Blixen-Finecke, Stahre, Frölén ·
1956: Weldon, Rook, Hill ·
1960: Morgan, Lavis, Roycroft ·
1964: Checcoli, Angioni, Ravano ·
1968: Allhusen, Meade, Jones ·
1972: Meade, Gordon-Watson, Parker, Phillips ·
1976: Coffin, Plumb, Davidson, Tauskey ·
1980: Blinov, Salnikov, Volkov, Rogosjin ·
1984: Plumb, Stives, Fleischmann, Davidson ·
1988: Erhorn, Baumann, Kaspareit, Ehrenbrink ·
1992: Green, Rolton, Hoy, Ryan ·
1996: Schaeffer, Rolton, Hoy, Dutton ·
2000: Dutton, Hoy, Tinney, Ryan ·
2004: Boiteau, Lyard, Courrèges, Teulère, Touzaint ·
2008: Thomsen, Ostholt, Dibowski, Klimke, Romeike ·
2012: Auffarth, Jung, Klimke, Schrade, Thomsen ·
2016: Laghouag, Lemoine, Nicolas, Vallette ·
2020: Collett, McEwen, Townend ·
2024: Canter, Collett, McEwen